# Metalobosia postflavida
Metalobosia postflavida là một loài bướm đêm thuộc phân họ Arctiinae, họ Erebidae.